# Scrabble
Scrabble – gra w układanie słów wymyślona przez Alfreda Buttsa w 1931. Jedna z najpopularniejszych gier słownych na świecie. Prawa autorskie do nazwy Scrabble posiadają firmy Mattel oraz Hasbro (w USA i Kanadzie).
Organizacją zrzeszającą polskich scrabblistów jest Polska Federacja Scrabble, która od 1993 organizuje mistrzostwa Polski w scrabble.

## Historia
Gra w scrabble została wymyślona w 1931 przez bezrobotnego architekta Alfreda Moshera Buttsa z Rhinebeck w stanie Nowy Jork, który opatrzył swoje dzieło nazwą Criss-Cross. Wartość punktową liter ustalił, obliczając częstotliwość ich występowania na stronie tytułowej „The New York Timesa”. Od tego czasu wartości nigdy nie uległy zmianie (pomijając wydania gry w innych językach).
Grę zaczęto sprzedawać po raz pierwszy w 1946 pod nazwą Lexiko jako produkt spółki utworzonej w tym celu przez Buttsa i emerytowanego urzędnika państwowego, Jamesa Brunota. Butts wcześniej próbował zainteresować swoją grą kilka najsłynniejszych wytwórni gier planszowych, ale wszystkie odrzuciły ją jako zbyt nudną. Brunot produkował zestawy własnoręcznie (200 egzemplarzy tygodniowo) w swoim garażu w Danbury w Connecticut. W 1948 prawa do gry nabyła firma Selchow & Righter, która uruchomiła jej masową produkcję pod nazwą Scrabble. Butts otrzymywał 5 centów od każdego sprzedanego egzemplarza, zarabiając 50 tys. dolarów rocznie do 1974, kiedy to wygasły jego prawa autorskie do gry.
Do śmierci Buttsa w 1993 na całym świecie sprzedano ponad 100 mln egzemplarzy gry.

## Skrócone reguły gry
Gra jest przeznaczona dla od dwóch do czterech osób. Polega na losowaniu płytek z literami (jednocześnie gracz dysponuje siedmioma takimi płytkami, umieszczanymi na stojaku w sposób niewidoczny dla innych graczy) i kolejnym układaniu z nich słów na planszy o wymiarach 15 × 15 pól. Słowa układane są w sposób przypominający krzyżówkę. Pierwsze słowo powinno przechodzić przez pole H8 (środek planszy). Każdy kolejny wyraz musi wykorzystywać co najmniej jedną literę znajdującą się już na planszy, zatem nowo układane wyrazy bądź krzyżują się z już istniejącymi, bądź przedłużają je o kolejne litery. Gracz, który nie może (lub nie chce — ze względów taktycznych) ułożyć z posiadanych liter poprawnego słowa, albo pasuje, albo wymienia litery. Ułożone słowa są punktowane, przy czym grę wygrywa ten, kto łącznie (we wszystkich wykonanych ruchach) zdobędzie większą liczbę punktów niż każdy z przeciwników.
Liczbę punktów oblicza się na podstawie wszystkich ułożonych lub uzupełnionych w danym ruchu słów, sumując wartości tworzących je liter. Każda litera ma określoną, stałą wartość punktową, przy czym wartość liter ułożonych w bieżącym ruchu na wybranych polach specjalnych (tzw. premie literowe – pola jasno- i ciemnoniebieskie) ulega pomnożeniu ×2 lub ×3 (odpowiednio dla pól jasno- i ciemnoniebieskich). Oprócz premii literowych istnieją również premie słowne. Jeśli w bieżącym ruchu jedna z płytek zostanie ustawiona na takim polu, to liczba punktów przyznawanych za przechodzące przez to pole słowo (lub słowa) zostaje pomnożona ×2 lub ×3 (odpowiednio dla pól jasno- i ciemnoczerwonych – patrz zdjęcie). Premie słowne stosuje się po zsumowaniu wartości wykorzystanych liter, a zatem po wcześniejszym uwzględnieniu ewentualnych premii literowych. Ponadto, możliwe jest ułożenie długiego słowa, w którym nowo dodane litery znajdują się na więcej niż jednym polu premii słownej. W ten sposób można uzyskać łączny mnożnik wartości słowa ×4, ×9, a nawet ×27. 
Dodatkowo premiowane jest wykorzystanie w bieżącym ruchu wszystkich siedmiu liter – za takie słowo otrzymuje się dodatkowo 50 punktów.
Ze względów praktycznych do turniejowej gry w scrabble (a także w grze przez Internet) używa się zegarów ograniczających łączny czas ruchów jednego gracza. W partii turniejowej zawodnik ma do dyspozycji 20 minut na partię. W grze internetowej obowiązują szybsze tempa gry: 15, 10, a nawet 5 minut na partię.

## Zestaw liter

Pełny zestaw płytek polskiego Scrabble

W polskiej wersji gra się stoma płytkami (z tego na 98 znajdują się litery, a dwie to tzw. blanki).
Punktacja oraz liczba liter w polskiej wersji gry przedstawia się następująco:
- 1 punkt: A (x9), E (x7), I (x8), N (x5), O (x6), R (x4), S (x4), W (x4), Z (x5)
- 2 punkty: C (x3), D (x3), K(x3), L(x3), M(x3), P (x3), T (x3), Y (x4)
- 3 punkty: B (x2), G(x2), H(x2), J (x2), Ł (x2), U (x2)
- 5 punktów: Ą (x1), Ę (x1), F (x1), Ó (x1), Ś (x1), Ż (x1)
- 6 punktów: Ć (x1)
- 7 punktów: Ń (x1)
- 9 punktów: Ź (x1)
- 0 punktów: blank (x2)

W latach 1993–2000 na turniejach PFS używano zestawów, w których występowało 8 liter A, dwie litery F (wówczas za 4 punkty) oraz Ź za 7 punktów.
Blankami (tzw. "mydłami" albo "masłami") można zastąpić dowolną literę, jednak w ciągu gry do jednego blanka można przypisać tylko jedną literę.
Inne wersje językowe Scrabble używają innych rozkładów liter.

## Dopuszczalność słów
Dozwolone jest korzystanie ze wszystkich słów znajdujących się w słownikach języka polskiego oraz ich poprawnych form gramatycznych, z wyjątkiem tych, które zaczynają się od wielkiej litery, są skrótami, przedrostkami lub przyrostkami albo wymagają użycia apostrofu lub łącznika.
Z uwagi na trudności przy każdorazowym sprawdzaniu poprawności słów w wielu słownikach, na turniejach PFS oraz w grze przez Internet korzysta się z zasobów Oficjalnego słownika polskiego scrabblisty (OSPS), którego baza danych zawiera wszystkie dopuszczalne słowa. 
Szczególne znaczenie mają dla scrabblistów słowa krótkie – dwu- i trzyliterowe, ponieważ stanowią one punkty zaczepienia dla innych, dłuższych i wyżej punktowanych wyrazów.

## Strategia i taktyka gry
Dobry scrabblista musi wykazywać się bogatymi zasobami leksykalnymi (ewentualnie – fenomenalną pamięcią), umiejętnością szybkiego anagramowania, a także spostrzegawczością i pomysłowością pozwalającą na korzystne usytuowanie układanych słów na premiowanych polach.
O sukcesie decyduje również odpowiednie planowanie zawartości stojaka, a zatem układanie słów nie tylko pod kątem zdobycia maksymalnej liczby punktów w bieżącym ruchu, ale również takich, które pozwalają na pozbycie się ze stojaka niewygodnych liter, zwiększając szansę na ułożenie wysoko premiowanych wyrazów w kolejnych ruchach.
Nie bez znaczenia jest również umiejętność przewidywania możliwych posunięć przeciwnika i układanie własnych wyrazów w taki sposób, by ograniczyć możliwość wykonania wysoko punktowanego ruchu przez przeciwnika. Celem gry nie jest bowiem zdobycie jak największej liczby punktów, a tylko niedopuszczenie, by przeciwnik zdobył ich więcej.

## Scrabble w porównaniu do innych gier
Obecny w scrabble element losowości jest mniej istotny niż w wielu prostych grach karcianych. Niemniej, element losowości pozostaje istotnym składnikiem gry w scrabble.
Mniej popularną, uproszczoną, ale też całkowicie eliminującą element losowości, odmianą gry w scrabble jest belgijka, w której dowolna liczba graczy usiłuje zdobyć maksymalną liczbę punktów, korzystając z tego samego zestawu płytek.
Największą wadą scrabble w stosunku do innych gier jest uzależnienie od języka. Z tego powodu rozgrywki międzynarodowe są organizowane tylko w nielicznych językach. W czterech wersjach językowych rozgrywane są mistrzostwa świata: francuskiej (od 1972, corocznie), angielskiej (od 1991, co 2 lata), hiszpańskiej (od 1997, corocznie) i katalońskiej (od 2005, co 2 lata).